# 结缔组织增生性小圆细胞肿瘤
结缔组织增生性小圆细胞肿瘤（desmoplastic small round cell tumor，DSRCT），又称多表型性小圆细胞肿瘤（polyphenotypic small round cell tumor），是一种侵袭性的罕见癌症，主要发生于腹部，其他受影响的区域可能包括淋巴结、隔膜、脾脏、肝脏、胸壁、头骨、脊髓、大肠、小肠、膀胱、脑、肺、睾丸、卵巢和骨盆。有报告的转移扩散部位包括肝、肺、淋巴结、脑、颅骨和骨骼。DSRCT的特征是EWS-WT1融合蛋白。
DSRCT的分类为软组织肉瘤和小圆蓝细胞瘤，最常见于男性儿童，很少见于女性，但若发生于女性可能会被误认为卵巢癌。